# Kolejowy sąd rozjemczy
Kolejowy sąd rozjemczy – sąd zwoływany w razie potrzeby, albo stałe, dla załatwiania sporów w dziedzinie kolei. Sądy te mogą mieć znaczenie tylko dla jednego państwa, albo mogą mieć charakter międzynarodowy. Do takich należy w szczególności Urząd Centralny z siedzibą w Bernie (obecnie kolejowe prawo przewozowe międzynarodowe).